# Jean-Louis Olry
Jean-Louis René Olry (Montrouge, 6 agosto 1946) è un ex canoista francese.

## Palmarès

### Olimpiadi
- 1 medaglia:
  - 1 bronzo (Monaco di Baviera 1972 nel C-2)

### Mondiali
- 3 medaglie:
  - 1 oro (Bourg St.-Maurice 1969 nel C-2)
  - 2 bronzi (Lipno 1967 nel K-1 a squadre; Bourg St.-Maurice 1969 nel C-2 a squadre)